# Белиол
Белиол (фр. Belliole) насеље је и општина у источном делу централне Француске у региону Бургоња, у департману Јон која припада префектури Санс.
По подацима из 2011. године у општини је живело 257 становника, а густина насељености је износила 30,27 становника/km². Општина се простире на површини од 8,49 km². Налази се на средњој надморској висини од 163 метара (максималној 177 m, а минималној 151 m).

## Демографија
| 1962. | 1968. | 1975. | 1982. | 1990. | 1999. | 2011. |
| ----- | ----- | ----- | ----- | ----- | ----- | ----- |
| 69    | 97    | 83    | 90    | 128   | 193   | 257   |

График промене броја становника у току последњих година